# Света Троица (Партеш)
Вижте пояснителната страница за други значения на Света Троица.
„Света Троица“ е православна църква в село Партеш (Косово), посветена на Света Троица. Църквата е в състава на Рашко-Призренската епархия на Сръбската православна църква.

## История
През 1990 г. е взето решение за изграждане на храма, през септември е осветен камъкът фундамент за изграждането на църквата, посветена на Света Троица. Благословията за изграждането на храма е дадена и от митрополит Рашки и Призренски епископ Павел – Гойко Стойчевич (1914 – 2009), който е бил на тази длъжност в периода от 1957 до 1990 г. и след това е служил като патриарх до смъртта си.
Църквата е построена през 1996 г., осветена е от преподобния патриарх Павел със свещеничеството е извършено на Свети Дух на 28 май. През октомври 2010 г. викарийският епископ Теодосий от Липлян отслужва светата литургия и освещава крайъгълния камък за камбанарията до църквата „Света Троица“ в Партеш.
През ноември 2013 г. в църквата през ноември е поставен епископски престол, направен в камък, по модел на този на манастира Високи Дечани.